# Pomnik Obrońców Ojczyzny w Astanie
Pomnik Obrońców Ojczyzny znany także jako Pomnik Otan Korgaushilar (kaz.: Отан қорғаушылар монументі; ros.: Памятник Отан коргаушилар) – pomnik znajdujący się w Astanie na placu Obrońców Ojczyzny, w pobliżu alei Tauelsizdik.

## Historia
Obiekt upamiętnia Kazachów walczących w radzieckiej Armii Czerwonej podczas II wojny światowej oraz weteranów kazachskich sił zbrojnych (w języku kazachskim są oni określani mianem Otan Korgaushilar). Kamień węgielny pod pomnik został wmurowany 10 czerwca 1998 przez ówczesnego prezydenta Kazachstanu, Nursułtana Nazbarajewa. Projekt pomnika został wykonany przez firmę Projekt Astanagora; generalnym wykonawcą została firma Gorkommunkhoz, a architektami A. Beksultanov i N. Konopoltsev. Pomnik ten został odsłonięty 9 maja 2001 w czasie Dnia Zwycięstwa; przy pomniku często odbywają się w ten dzień parady wojskowe oraz składane są wtedy pod nim kwiaty. Pomnik w przeszłości odwiedzali między innymi: Aleksander Łukaszenka, Mun Jae-in, Angela Merkel, Sadyr Dżaparow, Kasym-Żomart Tokajew i Dmitrij Miedwiediew.

## Architektura
Pomnik zbudowany jest z brązu, ma 24 metry wysokości i masę 63 ton. Jego centralną postacią jest kobieta trzymająca złoty kubek, symbolizujący pokój i dobrobyt. Na pomniku znajdują się dwie płaskorzeźby; po prawej stronie pomniku znajdują się żołnierze radzieccy, a po lewej Kazach walczący z ludem Dzangar. U stóp pomnika płonie wieczny płomień (przywieziony z Parku 28 Strażników Panfilova w Ałmaty). Wokół pomnika znajduje się park i aleja z fontannami oraz świerkami posadzonymi przez głowy państw, które odwiedziły Astanę.